# Dixie Kong
Dixie Kong is een personage uit de Donkey Kong-spellen en Mario-spellen.

## Karakteromschrijving
Dixies outfit bestaat vooral uit roze, en is de vriendin van Diddy Kong. Ze heeft een piepstem en maakte haar debuut in Donkey Kong Country 2. Ze komt verder ook nog voor in Donkey Kong Country 3, DK King of Swing, Donkey Konga, Donkey Konga 2, Diddy Kong Racing DS, Donkey Kong: Jungle Climber,Donkey Kong Country: Tropical Freeze en Donkey Kong Jet Race. Ook in sommige sportspellen rond Mario speelt ze een gastrol. In Mario Superstar Baseball, Mario Slam Basketball en Mario Super Sluggers.
Lijst van Donkey Kong-spellen